# Les Petites-Loges
Les Petites-Loges é uma comuna francesa na região administrativa do Grande Leste, no departamento de Marne. Estende-se por uma área de 4.87 km², e possui 485 habitantes, segundo o censo de 2018, com uma densidade de 100 hab/km².